# Mussolet d'Albertine
El mussolet d'Albertine (Glaucidium albertinum) és una espècie d'ocell de la família dels estrígids (Strigidae). Habita la selva humida de l'est de la República Democràtica del Congo i Ruanda. El seu estat de conservació es considera gairebé amenaçat.